# Дора 2023.
Дора 2023. је било 24. издање фестивала Дора. Фестивал је организовала Хрватска радиотелевизија (ХРТ) и коришћен је за одабир хрватског представника на Песми Евровизије 2023. Такмичење се састојало од 18 песама које су изведене 11. фебруара 2023. у Хали Марино Цветковић у Опатији. Резултате су одлучили гласови публике и тридесеточлани жири.

## Формат
Дана 20. септембра 2022, ХРТ је потврдио учешће Хрватске на Песми Евровизије 2023. Истог дана је отворен рок за слање песама за Дору 2023, који се затворио 20. новембра. Најављено је и могуће увођење полуфинала као део избора, али се од тога одустало. Томислав Штенгл, вођа хрватске евровизијске делегације је изјавио да је ХРТ контактирао Хрватско друштво композитора, Хрватску глазбену унију и хрватске композиторе да подстакну своје извођаче да пошаљу што више песама. Такође, ХРТ ће покрити све трошкове настале због наступа на Дори за победника. До краја рока за пријаве, ХРТ је добио 196 пријава, рекордан број.

### Правила
Правила за пријаве су налагала да ни једна такмичарска песма није смела да буде претходно изведена или објављена било где, да извођачи морају да имају навршених 16 година кад пошаљу пријаву (у случају да је извођач млађи од 18 година, потребна је писана дозвола одговорног лица), да сви извођачи морају бити држављани Републике Хрватске, да песме не смеју да буду дуже од 3 минута и да песме могу да буду само на европским језицима.

## Учесници
Песме су могле да се шаљу од 20. септембра до 20. новембра 2022. ХРТ је добио 196 пријава, рекордан број.
Укупно 18 песама је изабрано да се такмичи. Такође су изабране 4 резервне песме у случају да се неке од првобитних пријава повуку. Гостујући у емисији „Добро јутро, Хрватска“ на Првом програму ХРТ-а, главни уредник Доре Томислав Штенгл најавио је како ће се песме с Доре 2023. премијерно моћи чути 12. јануара у радијској емисији „Свијет дискографије“ уредника Златка Туркаља, која се емитује на Другом програму Хрватског радија.
| Извођач             | Песма | Композитори и текстописци                                                         | Аранжман                                |
| ------------------- | ----- | --------------------------------------------------------------------------------- | --------------------------------------- |
| Барбара Муњас       |       | Барбара Муњас, Ален Бернобић                                                      | Барбара Муњас, Ален Бернобић            |
| Борис Шток          |       | Борис Шток, Дарко Терлевић                                                        | Борис Шток, Дарко Терлевић              |
| Дамир Кеџо          |       | Џејми Дафин, Стефан Целар, Михаел Чун-Фаи Чунг (Кајлер Нико), Викторија Џејн Хорн | Џејми Дафин                             |
|                     |       | Ненад Боргудан                                                                    |                                         |
| Ђана                |       | Ђана Смајо                                                                        | Ђана Смајо                              |
| Ени Јуришић         |       | Матија Цвек, Влахо Арбулић, Ени Јуришић                                           | Филип Мајдак                            |
| Јоги                |       | Југомир Лонич                                                                     | Југомир Лонич                           |
| Крешо и             |       | Крешимир Бурић                                                                    | Матеј Зец                               |
| Мери Андраковић     |       | Борис Ђурђевић, Валерија Ђурђевић                                                 | Борис Ђурђевић                          |
|                     |       | Дамир Мартиновић Мрле, Зоран Продановић                                           |                                         |
| Марта Меј           |       | Марта Ивић                                                                        | Оливер Фечи-Чифи                        |
| Маја Гргић          |       | Матео Мартиновић Тео, Маја Гргић                                                  | Матео Мартиновић Тео                    |
| Патрициа Гаспарини  |       | Синиша Рељић - Симба, Лиса Десмонд, Аидан Винкелс                                 | Синиша Рељић - Симба                    |
| Тајана Белина       |       | Тајана Белина, Марсел Спрункел                                                    | Марсел Спрункел                         |
| Марио 5трековић     |       | Бруно Крајцар, Данијел Начиновић                                                  | Никола Милат                            |
|                     |       | Невен Коларић, Бранимир Михаљевић                                                 | Бранимир и Марко Михаљевић              |
| Хана Машић          |       | Борис Суботић                                                                     | Дарко Димитров                          |
|                     |       | Бартол Стопић, Сања Даић, Бојан Петровић                                          | Ања Папа, Бартол Стопић, Лука Видовић   |
| Резерве             |       |                                                                                   |                                         |
| Лана Мандарић Ланчи |       | Зорана Мандарић                                                                   | Домагој Перишић                         |
| Мирна Шкргатић      |       | Мирна Шкргатић                                                                    | Томислав Фрањо Шушак                    |
|                     |       | Ади Карас                                                                         | Елвис Сршен, Ади Карас, Твртко Хрелец   |
| Росана Кумерле      |       | Росана Кумерле, Вилијам Наеш Хендриксен                                           | Росана Кумерле, Вилијам Наеш Хендриксен |

## Усусрет Дори
Након 13. година ХРТ враћа специјалну емисију "Усусрет Дори" путем које ће представити све извођаче који ће се такмичити на Дори 2023. Прва епизода емитоваће се 14. јануара на Другом програму Хрватске радиотелевизије oд 19.05 ч, а водитељка ће бити Миа Неговетић.

## Финале
Финале ће се одржати 11. фебруара 2023. у хали Маринко Цветковић у Опатији. Редослед наступа је откривен 2. фебруара 2023.
| #  | Извођач(и)          | Песма       | Жири | Телегласање | Поени | Пласман |
| -- | ------------------- | ----------- | ---- | ----------- | ----- | ------- |
| 01 | Марио 5трековић     | Путовање    | 13   | 20          | 33    | 10.     |
| 02 | Јоги                |             | 10   | 3           | 13    | 16.     |
| 03 | Борис Шток          | Гријех      | 7    | 10          | 17    | 14.     |
| 04 | Тајана Белина       | Дом         | 2    | 8           | 10    | 17.     |
| 05 | Крешо и Киселе кише | Кме, кме    | 34   | 19          | 53    | 7.      |
| 06 | Маја Гргић          |             | 8    | 5           | 13    | 15.     |
| 07 | Барбара Муњас       | Путем снова | 37   | 15          | 52    | 8.      |
| 08 | Ђана                |             | 7    | 14          | 21    | 13.     |
| 09 | Патрициа Гаспарини  |             | 5    | 3           | 8     | 18.     |
| 10 | The Splitters       |             | 50   | 60          | 110   | 4.      |
| 11 | Хана Машић          | Несрећа     | 21   | 12          | 33    | 11.     |
| 12 | Дамир Кеџо          |             | 44   | 59          | 103   | 5.      |
| 13 | Марта Меј           |             | 23   | 8           | 31    | 12.     |
| 14 | Detour              |             | 73   | 41          | 114   | 3.      |
| 15 | Мери Андраковић     |             | 22   | 22          | 44    | 9.      |
| 16 | Лет 3               | Мама ШЧ!    | 105  | 174         | 279   | 1.      |
| 17 | Ени Јуришић         | Крени даље  | 52   | 19          | 71    | 6.      |
| 18 | Harmonija disonance |             | 67   | 88          | 155   | 2.      |

| Детаљно гласање жирија | Детаљно гласање жирија | Детаљно гласање жирија | Детаљно гласање жирија | Детаљно гласање жирија | Детаљно гласање жирија | Детаљно гласање жирија | Детаљно гласање жирија | Детаљно гласање жирија | Детаљно гласање жирија | Детаљно гласање жирија | Детаљно гласање жирија | Детаљно гласање жирија | Детаљно гласање жирија |
| Бр.                    | Песма                  | Регионални центри      | Регионални центри      | Регионални центри      | Регионални центри      | Регионални центри      | Регионални центри      | Регионални центри      | Регионални центри      | Регионални центри      | Регионални центри      | Укупно                 |                        |
| Бр.                    | Песма                  | Ријека                 | Чаковец и Вараждин     | Сплит                  | Осијек                 | Шибеник и Книн         | Вуковар                | Пула                   | Задар                  | Загреб                 | Дубровник              | Укупно                 |                        |
| ---------------------- | ---------------------- | ---------------------- | ---------------------- | ---------------------- | ---------------------- | ---------------------- | ---------------------- | ---------------------- | ---------------------- | ---------------------- | ---------------------- | ---------------------- | ---------------------- |
| 01                     | Путовање               |                        |                        | 1                      |                        |                        | 2                      |                        |                        |                        | 10                     | 13                     |                        |
| 02                     |                        | 2                      |                        |                        |                        |                        | 3                      |                        |                        | 5                      |                        | 10                     |                        |
| 03                     | Гријех                 |                        | 1                      | 3                      |                        |                        |                        | 3                      |                        |                        |                        | 7                      |                        |
| 04                     | Дом                    |                        |                        |                        |                        | 1                      |                        |                        |                        |                        | 1                      | 2                      |                        |
| 05                     | Кме, кме               | 1                      | 6                      | 4                      |                        | 4                      | 5                      | 2                      | 5                      | 3                      | 4                      | 34                     |                        |
| 06                     |                        |                        |                        |                        |                        |                        |                        |                        |                        |                        | 8                      | 8                      |                        |
| 07                     | Путем снова            | 7                      | 4                      |                        | 1                      | 7                      |                        | 8                      |                        | 8                      | 2                      | 37                     |                        |
| 08                     |                        |                        | 7                      |                        |                        |                        |                        |                        |                        |                        |                        | 7                      |                        |
| 09                     |                        |                        | 3                      |                        | 2                      |                        |                        |                        |                        |                        |                        | 5                      |                        |
| 10                     |                        | 12                     |                        | 12                     |                        |                        | 1                      | 12                     | 7                      |                        | 6                      | 50                     |                        |
| 11                     | Несрећа                |                        |                        | 7                      | 4                      |                        |                        | 6                      | 2                      | 2                      |                        | 21                     |                        |
| 12                     |                        | 3                      | 10                     | 6                      | 7                      | 3                      | 4                      |                        | 4                      | 7                      |                        | 44                     |                        |
| 13                     |                        | 4                      |                        |                        | 3                      | 6                      |                        | 7                      | 3                      |                        |                        | 23                     |                        |
| 14                     |                        | 6                      | 2                      | 8                      | 8                      | 10                     | 6                      | 5                      | 10                     | 6                      | 12                     | 73                     |                        |
| 15                     |                        |                        |                        |                        | 6                      | 2                      | 12                     |                        | 1                      | 1                      |                        | 22                     |                        |
| 16                     | Мама ШЧ!               | 10                     | 12                     | 10                     | 12                     | 12                     | 10                     | 10                     | 12                     | 12                     | 5                      | 105                    |                        |
| 17                     | Крени даље             | 5                      | 5                      | 2                      | 5                      | 5                      | 7                      | 4                      | 6                      | 10                     | 3                      | 52                     |                        |
| 18                     |                        | 8                      | 8                      | 5                      | 10                     | 8                      | 8                      | 1                      | 8                      | 4                      | 7                      | 67                     |                        |